# Kelimutu
Kelimutu ili Keli Mutu je vulkan na otoku Floresu u Indoneziji, visok 1639 m. Jedan je od brojnih ugaslih vulkana na otoku, a zasigurno i najpoznatiji, zbog tri kraterska jezera na visinama od preko 1600 m. Jezera su znamenita zbog svojih boja: tamnomodre (Tiwu Ata Mbupu, Jezero staraca), svijetlozelene (Tiwu Nuwa Muri Koo Fai, Jezero djece i djevica) te tamnozelene (Tiwu Ata Polo, Začarano jezero).
Boje tri jezera se vremenom mijenjaju, pa su tako 1960-ih jezera imala boju bijele kave, crvenosmeđu i plavu, a nešto kasnije su bila crna, smeđa i plava. Nitko još nije otkrio što uzrokuje promjenu boje.

## Vanjske poveznice
- Fotografija Kelimutu na flickr.com
- Fotografije Kelimutu na obnovlenie.ru  Arhivirana inačica izvorne stranice od 29. lipnja 2008. (Wayback Machine)